# Abdalonymos
Abdalonymos (Abd-elonim, d. h. „Diener der Götter“; bei Diodor Ballonymos (Βαλλώνυμος) genannt) war ein Stadtkönig von Sidon (seit 332 v. Chr.).

## Leben
Abdalonymos stammte aus dem alten Königshaus von Sidon, war aber so verarmt, dass er sein Leben als Gärtner fristen musste. Zur Zeit des Feldzugs Alexander des Großen gegen den Perserkönig Dareios III. herrschte Straton (Abdastart) über Sidon. Nachdem Alexander aus der Schlacht bei Issos (November 333 v. Chr.) als Sieger hervorgegangen war, zog er nach Süden, um die Küstenstädte der Phöniker zu unterwerfen. Mehrere Fürsten phönikischer Städte, so auch Straton, ergaben sich, ohne Widerstand zu leisten. Trotzdem wurde Straton abgesetzt, da dieser zuvor seinen Oberherrn Dareios III. gegen Alexander unterstützt hatte und daher nicht das Vertrauen des makedonischen Eroberers erringen konnte.
Nun sollte Alexanders Freund Hephaistion einen neuen König für Sidon aussuchen. Zuerst bot er die Krone zwei reichen Brüdern an, bei denen er wohnte. Diese lehnten aber ab, da nach ihren Landessitten nur jemand von königlichem Geblüt Herrscher werden dürfe. Sie schlugen stattdessen Abdalonymos vor, der gerade Unkraut jätete, als er abgeholt und königlich gekleidet wurde. Zuerst glaubte Abdalonymos, dass er verspottet würde, doch man führte ihn zu Alexander, der angeblich eine gewisse adelige Würde an dem armen Gärtner erkannte. Der Welteneroberer wollte aber wissen, wie Abdalonymus seine Armut ertragen hatte. Dieser antwortete, dass es ihm trotz seines kärglichen Lebens an nichts gemangelt habe und dass er im gleichen Geiste die Regierung führen würde. Zufrieden mit dieser Aussage bestätigte ihn Alexander als König von Sidon (etwa im Januar 332 v. Chr.) und gab ihm auch das Vermögen seines Vorgängers Straton. Außerdem erhielt Abdalonymos einige Gebiete in der Umgebung der Stadt zur Erweiterung seines Reichs.
Diese Geschichte ist zwar eine mit Motiven der kynischen Philosophenschule ausgeschmückte Anekdote, die vom zuverlässigen Alexanderbiographen Arrian überhaupt nicht erwähnt wird; sie dürfte aber gleichwohl im Kern auf Wahrheit beruhen. Abdalonymos’ Erhebung wurde anscheinend von der einfachen Stadtbevölkerung begrüßt, von den wohlhabenderen Schichten aber abgelehnt. Laut Plutarch wurde Abdalonymos unter Alexanders Hetairoi aufgenommen. Über seine Regierung ist nichts weiter überliefert, als dass er Alexander Parfüms und Balsam als Geschenk übersandt habe.
Abdalonymos starb wohl um 312 v. Chr. Auf den Thron folgte ihm sein Sohn, von dessen Namen nur die Endung […]timos bekannt ist. Wahrscheinlich entstand der sog. Alexandersarkophag im Auftrag von Abdalonymos.
Die Geschichte von Abdalonymos’ Erhebung fand Eingang in die Oper: Der italienische Librettist Pietro Metastasio verfasste auf Wunsch Maria Theresias ein auf dem diesbezüglichen Bericht des Alexanderhistorikers Quintus Curtius Rufus beruhendes Textbuch Il re pastore, dessen bedeutendste Vertonung Mozarts gleichnamige Oper (Uraufführung 23. April 1775 in Salzburg) darstellt.